# دمیورژ استودیوز
دمیورژ استودیوز (انگلیسی: Demiurge Studios) شرکت بازی ویدئویی آمریکایی است، که در سال ۲۰۰۲ تأسیس شد.